# Brawlhalla
Vous pouvez aider à l'améliorer ou bien discuter des problèmes sur sa page de discussion.
- Il ne cite pas suffisamment ses sources. Vous pouvez indiquer les passages à sourcer avec {{référence nécessaire}} ou {{Référence souhaitée}}, et inclure les références utiles en les liant aux notes de bas de page. (Marqué depuis février 2025)

- Archive Wikiwix
- Bing
- Cairn
- DuckDuckGo
- E. Universalis
- Gallica
- Google
- G. Books
- G. News
- G. Scholar
- Persée
- Qwant
- (zh) Baidu
- (ru) Yandex
- (wd) trouver des œuvres sur Wikidata

Brawlhalla est un jeu vidéo de combat en 2D développé, édité par Blue Mammoth Games, une équipe indépendante de développeurs, basée à Atlanta, aux États-Unis. Le jeu est sorti en accès anticipé en 2014, avant sa sortie définitive en octobre 2017 sur PC (Windows et Mac OS X) et PlayStation 4. Le jeu applique un modèle économique free-to-play et propose un système de jeu similaire aux jeux de la franchise Super Smash Bros. À la suite du rachat du studio de développement par Ubisoft en 2018, le jeu est alors édité par ce dernier. Lors de la Gamescom 2018, Ubisoft annonce que le jeu va sortir le 6 novembre 2018 sur Switch et Xbox One. Le jeu sort également sur PlayStation 5 et Xbox Series.

## Système de jeu
Brawlhalla permet à des joueurs de s'affronter ou d'affronter des IA sur plusieurs terrains, le but étant pour chacun de sortir son adversaire de l'écran en l'envoyant sur les bords de celui-ci. Pour cela le jeu associe à chaque joueur une jauge de dégâts subis, et plus les dégâts subis sont importants, plus le joueur sera éjecté loin en dehors du terrain s'il prend un coup. Pour ce qui est du schéma d'attaques de chaque personnage, ils varient en fonction du type d'arme et du personnage, chaque arme et personnage ayant une variété de coups utilisables. Ces armes apparaissent aléatoirement sur le terrain et le joueur peut les ramasser. S'il n'en a pas, il peut également utiliser ses poings, qui comprennent autant d'attaques que les armes, et qui sont universels à tous les personnages du jeu. Le système d'attaque est composé de deux types d'attaques; les attaques rapides et les attaques puissantes. Les attaques rapides sont définies par l'arme utilisée tandis que les attaquent puissante (terrestres) dépendent de l'arme et du personnage utilisé. Au total, une arme comporte 11 attaques différentes (6 rapides et 5 puissantes). Le joueur à également la possibilité de jeter son arme, ce qui peut constituer une douzième attaque. Différents gadgets peuvent également apparaître sur la map, tels que des bombes ou des boules piquantes.

### Mode solo
Dans le mode solo de Brawlhalla, 3 sous-modes sont disponibles : le mode partie locale, le mode entraînement et le mode arcade (tournoi).
Dans le premier sous-mode, les personnages achetés ou dans la rotation seuls sont disponibles. Le joueur peut configurer la partie au choix, choisir le nombre d'ennemis, les équipes, la difficulté, le type de partie. Les différents types de partie se comptent au nombre de 21. D'abord le mode "Chronométré", où le joueur éliminant le plus d'adversaires et tombant le moins l'emporte. Ensuite le mode « vies », où chacun des joueurs possèdent un certain nombre de vies, sachant qu'il en perd une à chaque chute. Le vainqueur est le dernier survivant ou celui qui a encore le plus grand nombre de vies. En cas d'égalité à la fin de la partie, un affrontement entre survivants a lieu, chacun des joueurs ayant un seuil de dégâts critique et où le moindre coup peut s'avérer fatal. Le dernier survivant l'emportera finalement. Ensuite, le mode "Brawlball", similaire à un match de rugby, où les joueurs sont divisés en deux équipes et doivent réussir à déposer la balle dans la zone de l'adversaire. Puis le mode "Bombsketball", où chaque équipe doit protéger sa cible et jeter des bombes sur celle de l'autre équipe. De plus, il y a le mode "snowball" ou "Brawls de neige" en français, où chaque joueur possède une quantité illimitée de boules de neiges qu'il peut utiliser pour mettre un adversaire hors du terrain et gagner des points en les atteignant ou en les éliminant. Le mode "Strikeout" quant à lui consiste en une partie en mode "vies" à l'exception que le personnage change à chaque mort dans l'ordre prédétérminer par le joueur. Le mode "Kung Foot" a fait son apparition dans le jeu au même moment de l'arrivée de Rayman parmi les personnages à sélectionner. Celui-ci est un portage du jeu "Rayman Legends" qui consiste à l'aide d'arme de frapper un ballon de soccer dans un but. Aussi, il y a le mode "Horde" qui se trouve à être une série d'attaques faites par vagues par des ennemis volants alors que vous devez défendre deux portes. 4 types de monstres peuvent être trouvées dans ce mode ; les bleus qui peuvent être tués en une attaque légère, les jaunes éliminables aussi en une attaque légère, mais beaucoup plus rapide, les rouges beaucoup plus lents et prenant une attaque puissante pour être éliminés, et les Gruagach qui sont des bots jouant Teros équipés d'un skin et apparaissant toutes les 5 vagues. "Attaque de rôdeur" ou de son nom anglais "Walker Attack" est un mode ayant été ajouter avec les crossover de la série The Walking Dead. Celui-ci est encore une fois une série de vagues de monstres, sauf que cette fois, vous ne défendez pas des portes, mais votre vie. Les monstres ne sont pas armés, mais à chaque vague, ils sont de plus en plus nombreux et leur points de vie augmentent. La partie est terminée lorsque tous les joueurs sont décédés. Le mode "Bataille de bombe" est comme son nom l'indique un affrontement uniquement à l'aide de bombes. Les joueurs commencent avec un certain nombre de vies et le dernier survivant gagne. La partie se fait sur 4 plateformes placées au-dessus du vide et le but est d'éjecter ses adversaires hors de la map. Le mode "Switchcraft" vous demande de sélectionner 3 personnages et lors de la partie, ces 3 personnages échangerons leurs armes. À chaque mort, le joueur passera au personnage suivant. Ensuite, le mode "Beachbrawl" est semblable au "Kong Foot" à l'exception qu'il se joue à deux balles et que la seule arme que le joueur a est une réserve de ballons d'eau lui permettant de tirer à distance sur les ballons de volley dans l'objectif des rentrés dans le but adverse. Le mode "Ami" est un mode de jeu chronométré où, à l'aide des mêmes contrôles, vous jouez deux personnages à la fois. Le gagnant est celui ayant le plus grand score total à la fin. Le mode "Bagarre féroce" est résultant de l'arrivée en jeu des crossover de la WWE. Les joueurs sont dans un ring de boxe et doivent se battre jusqu'à ce que l'un d'entre eux n'ait plus de vies. Les côtés du ring sont des élastiques permettant de faire des rebonds et des armes spécifiques, en plus des armes habituelles, peuvent tomber du ciel comme des chaises ou des tables permettant d'immobiliser son adversaire. Le monde "Capture the Flag" consiste à aller chercher le drapeau ennemi et à le ramener au sien pour faire un point. Le moindre coup de l'adversaire vous fait perdre le drapeau et le fait tomber sol. Pour qu'il retourne au point d'origine, un membre de l'équipe doit toucher le drapeau. Il est aussi possible de lancer les drapeaux. Le "Jeux du loup de bulles" est un mode de jeux qui se joue uniquement en équipe. Lorsqu'un joueur est touché, il se fait mettre dans une bulle flottante et son coéquipier se doit de le toucher afin qu'il reprenne vie, sans quoi, si les deux se retrouvent dans une bulle, le point va à l'équipe ennemie. Ce système est semblable à celui des morts dans le mode multijoueur de "New Super Mario Bros. Wii". Le mode "Ascension du temple" se joue sur une map en mouvement constant. Les éléments bougeant vers le bas, obligeant les joueurs à sauter sur les plateformes plus hautes afin de survivre. À l'aide d'armes et de pièges, les joueurs doivent éjecter leurs adversaires hors de la map. Celui ayant le plus haut score à la fin du chronomètre gagne la partie. "Transformation" est un mode de jeu où le joueur choisi 3 personnages et une arme qui lui est associé qu'il jouera durant la partie. Dans ce mode, la touche pour le lancer d'armes est remplacée par la touche de transformation. Chaque fois que le joueur appuiera sur celle-ci, le personnage changera et aura directement l'arme choisie plus tôt. Le dernier en vie gagne. "L'affrontement" est un mode qui se joue sur un terrain réduit où il n'y a pas de plateforme et où seuls les côtés gauche et droite peuvent éliminer. Une option peut être ajoutée où des plaques de pressions peuvent être enclenchées dans le but de tirer des flèches pouvant blesser tous les joueurs. Le mode "Combat en équipe" est identique au mode "vie", à l'exception qu'à chaque mort, un autre joueur de l'équipe prendra le relais. L'ordre de passage est choisi dans l'ordre de sélection des personnages. Finalement, "Street Brawl" est le dernier mode de jeu à avoir été ajouter. Celui-ci est un dérivé de Street Fighter, célèbre jeu de combat, qui a été ajouter en même temps que l'arrivée des crossover en lien avec le jeu cité.
Le mode entraînement offre les mêmes options, mais tous les personnages du jeu y sont jouables, ce qui permet de tester tous les personnages gratuitement et éventuellement prévoir l'achat de l'un d'entre eux. Enfin dans le mode arcade, le joueur choisit un personnage acheté ou disponibles grâce à la rotation et enchaîne plusieurs combats contre des IA pour remporter le tournoi.

### Mode multijoueur
De nouveau, 3 sous-modes de jeu sont disponibles pour le mode multijoueur. D'abord, le mode "parties classées", jouable en 1 contre 1 contre des joueurs du même rang choisis au hasard, ou en 2 contre 2, contre une équipe de même rang.
Ensuite le mode en ligne, où l'on se retrouve à 4 joueurs pour un match sans équipe, chacun luttant pour lui-même.
Pour finir le mode en ligne "customisable", où 8 joueurs maximum peuvent se regrouper. La partie se déroule alors comme le veut le groupe, exactement comme pour le mode local mais à plusieurs.

## Personnages
Tous les personnages du jeu sont jouables. Ce sont des personnages en 2D, inspirés d'événements historiques, d'époques, légendes.
De plus, certains personnages ou objets du jeu sont clairement inspirés de la culture populaire geek.
À chaque mise à jour hebdomadaire du jeu, une rotation de personnages gratuits s'effectue. Ainsi le joueur peut essayer les différents personnages sans devoir utiliser ses réserves d'or, qu'il obtient en jouant, en accomplissant des quêtes journalières ou en faisant le Brawl of the week une fois par semaine (à noter que dans le mode entraînement, tous les personnages sont jouables),. Le nombre de personnages est actuellement de 63, mais les développeurs en ajoutent régulièrement de nouveaux. Une description relatant l'histoire et l'origine des personnages est disponible sur le jeu ou sur le site du jeu.
Rayman, de la série éponyme, est présent en tant que personnage jouable. De plus, deux autres personnages du jeu (Cassidy et Brynn) ont des skins de Globox et Barbara.
Ezio Auditore da Firenze, de la série Assassin's Creed, est aussi présent en tant que personnage jouable. De plus, un personnage du jeu (Brynn) a un skin de Eivor, personnage de la série Assassin's Creed: Valhalla.
Le jeu a connu plusieurs crossovers avec d'autres franchises tels que Shovel Knight, Hellboy, Tomb Raider, The Walking Dead, Kung Fu Panda, Street Fighter, G.I. Joe, Assasin's Creed, Halo, Tekken, Star Wars, Borderlands et Mega Man ou les séries d'animation Adventure Time, Steven Universe, Ben 10, Tortues Ninjas, Castlevania, Avatar et Bob l'éponge dont les personnages principaux apparaissent sous forme de skins pour les personnages du jeu.
Deux crossovers ont également eu lieu avec la WWE pour ajouter des skins de lutteur célèbres comme Dwayne Johnson, John Cena ou plus tard Asuka.

## Développement
Le jeu est développé par une équipe de 16 personnes. Lincoln Hamilton et Matt Woomer sont les fondateurs du studio de développement. Le producteur exécutif est Zeke Sparkes. La personne chargée des évènements compétitifs est David Kisich. Le reste de l'équipe est composé d'animateurs et de programmeurs.

### Bande son
La bande son du jeu a été composée par MMOs.

## Accueil du jeu
Les avis sur le jeu sont très positifs sur Steam.
Le 14 février 2019 le nombre de joueurs a dépassé les 20 millions (selon le compte Twitter officiel de Brawlhalla). En mai 2023, c'est le cap de 100 millions de joueurs qui est dépassé.